# Llista d'asteroides/187401-187500
| Nom      | Designació provisional | Data de descobriment   | Lloc de descobriment | Descobridor/s       |
| -------- | ---------------------- | ---------------------- | -------------------- | ------------------- |
| 187401 - | 2005 VB34              | 2 de novembre de 2005  | Mount Lemmon         | Mount Lemmon Survey |
| 187402 - | 2005 VA38              | 3 de novembre de 2005  | Mount Lemmon         | Mount Lemmon Survey |
| 187403 - | 2005 VB38              | 3 de novembre de 2005  | Mount Lemmon         | Mount Lemmon Survey |
| 187404 - | 2005 VK43              | 5 de novembre de 2005  | Mount Lemmon         | Mount Lemmon Survey |
| 187405 - | 2005 VL46              | 4 de novembre de 2005  | Mount Lemmon         | Mount Lemmon Survey |
| 187406 - | 2005 VJ49              | 1 de novembre de 2005  | Socorro              | LINEAR              |
| 187407 - | 2005 VG53              | 3 de novembre de 2005  | Mount Lemmon         | Mount Lemmon Survey |
| 187408 - | 2005 VR56              | 4 de novembre de 2005  | Mount Lemmon         | Mount Lemmon Survey |
| 187409 - | 2005 VE58              | 4 de novembre de 2005  | Mount Lemmon         | Mount Lemmon Survey |
| 187410 - | 2005 VT60              | 5 de novembre de 2005  | Mount Lemmon         | Mount Lemmon Survey |
| 187411 - | 2005 VD65              | 1 de novembre de 2005  | Mount Lemmon         | Mount Lemmon Survey |
| 187412 - | 2005 VM70              | 1 de novembre de 2005  | Mount Lemmon         | Mount Lemmon Survey |
| 187413 - | 2005 VM72              | 1 de novembre de 2005  | Mount Lemmon         | Mount Lemmon Survey |
| 187414 - | 2005 VA78              | 6 de novembre de 2005  | Socorro              | LINEAR              |
| 187415 - | 2005 VB78              | 6 de novembre de 2005  | Socorro              | LINEAR              |
| 187416 - | 2005 VV78              | 6 de novembre de 2005  | Mount Lemmon         | Mount Lemmon Survey |
| 187417 - | 2005 VJ79              | 3 de novembre de 2005  | Mount Lemmon         | Mount Lemmon Survey |
| 187418 - | 2005 VN80              | 5 de novembre de 2005  | Kitt Peak            | Spacewatch          |
| 187419 - | 2005 VD87              | 6 de novembre de 2005  | Kitt Peak            | Spacewatch          |
| 187420 - | 2005 VY103             | 3 de novembre de 2005  | Kitt Peak            | Spacewatch          |
| 187421 - | 2005 VF111             | 6 de novembre de 2005  | Mount Lemmon         | Mount Lemmon Survey |
| 187422 - | 2005 VA112             | 6 de novembre de 2005  | Mount Lemmon         | Mount Lemmon Survey |
| 187423 - | 2005 VR114             | 10 de novembre de 2005 | Campo Imperatore     | CINEOS              |
| 187424 - | 2005 VL119             | 15 de novembre de 2005 | Palomar              | NEAT                |
| 187425 - | 2005 VR123             | 2 de novembre de 2005  | Catalina             | CSS                 |
| 187426 - | 2005 WJ5               | 20 de novembre de 2005 | Palomar              | NEAT                |
| 187427 - | 2005 WH6               | 21 de novembre de 2005 | Catalina             | CSS                 |
| 187428 - | 2005 WK6               | 21 de novembre de 2005 | Catalina             | CSS                 |
| 187429 - | 2005 WH11              | 22 de novembre de 2005 | Kitt Peak            | Spacewatch          |
| 187430 - | 2005 WO27              | 21 de novembre de 2005 | Kitt Peak            | Spacewatch          |
| 187431 - | 2005 WV27              | 21 de novembre de 2005 | Kitt Peak            | Spacewatch          |
| 187432 - | 2005 WF29              | 21 de novembre de 2005 | Kitt Peak            | Spacewatch          |
| 187433 - | 2005 WG30              | 21 de novembre de 2005 | Kitt Peak            | Spacewatch          |
| 187434 - | 2005 WD38              | 22 de novembre de 2005 | Kitt Peak            | Spacewatch          |
| 187435 - | 2005 WD53              | 25 de novembre de 2005 | Mount Lemmon         | Mount Lemmon Survey |
| 187436 - | 2005 WN57              | 30 de novembre de 2005 | Kitt Peak            | Spacewatch          |
| 187437 - | 2005 WQ62              | 25 de novembre de 2005 | Catalina             | CSS                 |
| 187438 - | 2005 WO65              | 26 de novembre de 2005 | Mount Lemmon         | Mount Lemmon Survey |
| 187439 - | 2005 WZ73              | 26 de novembre de 2005 | Catalina             | CSS                 |
| 187440 - | 2005 WG81              | 26 de novembre de 2005 | Mount Lemmon         | Mount Lemmon Survey |
| 187441 - | 2005 WM84              | 26 de novembre de 2005 | Mount Lemmon         | Mount Lemmon Survey |
| 187442 - | 2005 WF96              | 26 de novembre de 2005 | Kitt Peak            | Spacewatch          |
| 187443 - | 2005 WO97              | 26 de novembre de 2005 | Mount Lemmon         | Mount Lemmon Survey |
| 187444 - | 2005 WQ102             | 25 de novembre de 2005 | Catalina             | CSS                 |
| 187445 - | 2005 WY107             | 28 de novembre de 2005 | Kitt Peak            | Spacewatch          |
| 187446 - | 2005 WV115             | 30 de novembre de 2005 | Anderson Mesa        | LONEOS              |
| 187447 - | 2005 WD117             | 29 de novembre de 2005 | Goodricke-Pigott     | V. Reddy            |
| 187448 - | 2005 WL120             | 29 de novembre de 2005 | Kitt Peak            | Spacewatch          |
| 187449 - | 2005 WH132             | 25 de novembre de 2005 | Mount Lemmon         | Mount Lemmon Survey |
| 187450 - | 2005 WK155             | 29 de novembre de 2005 | Palomar              | NEAT                |
| 187451 - | 2005 WO165             | 29 de novembre de 2005 | Mount Lemmon         | Mount Lemmon Survey |
| 187452 - | 2005 WN179             | 21 de novembre de 2005 | Anderson Mesa        | LONEOS              |
| 187453 - | 2005 WP191             | 22 de novembre de 2005 | Catalina             | CSS                 |
| 187454 - | 2005 WB192             | 25 de novembre de 2005 | Catalina             | CSS                 |
| 187455 - | 2005 WD193             | 26 de novembre de 2005 | Catalina             | CSS                 |
| 187456 - | 2005 XK5               | 4 de desembre de 2005  | Kitt Peak            | Spacewatch          |
| 187457 - | 2005 XA17              | 1 de desembre de 2005  | Kitt Peak            | Spacewatch          |
| 187458 - | 2005 XT23              | 2 de desembre de 2005  | Socorro              | LINEAR              |
| 187459 - | 2005 XO28              | 1 de desembre de 2005  | Catalina             | CSS                 |
| 187460 - | 2005 XE53              | 4 de desembre de 2005  | Kitt Peak            | Spacewatch          |
| 187461 - | 2005 XM65              | 7 de desembre de 2005  | Gnosca               | S. Sposetti         |
| 187462 - | 2005 XV70              | 6 de desembre de 2005  | Kitt Peak            | Spacewatch          |
| 187463 - | 2005 XX106             | 1 de desembre de 2005  | Kitt Peak            | M. W. Buie          |
| 187464 - | 2005 YC10              | 21 de desembre de 2005 | Kitt Peak            | Spacewatch          |
| 187465 - | 2005 YZ139             | 28 de desembre de 2005 | Kitt Peak            | Spacewatch          |
| 187466 - | 2005 YR171             | 22 de desembre de 2005 | Catalina             | CSS                 |
| 187467 - | 2005 YS250             | 28 de desembre de 2005 | Kitt Peak            | Spacewatch          |
| 187468 - | 2006 AE24              | 5 de gener de 2006     | Socorro              | LINEAR              |
| 187469 - | 2006 BL53              | 25 de gener de 2006    | Kitt Peak            | Spacewatch          |
| 187470 - | 2006 BH59              | 23 de gener de 2006    | Mount Lemmon         | Mount Lemmon Survey |
| 187471 - | 2006 BV72              | 23 de gener de 2006    | Kitt Peak            | Spacewatch          |
| 187472 - | 2006 BP73              | 23 de gener de 2006    | Kitt Peak            | Spacewatch          |
| 187473 - | 2006 BJ103             | 23 de gener de 2006    | Mount Lemmon         | Mount Lemmon Survey |
| 187474 - | 2006 BM116             | 26 de gener de 2006    | Kitt Peak            | Spacewatch          |
| 187475 - | 2006 BV119             | 26 de gener de 2006    | Kitt Peak            | Spacewatch          |
| 187476 - | 2006 BB213             | 30 de gener de 2006    | Bergisch Gladbach    | W. Bickel           |
| 187477 - | 2006 BW232             | 31 de gener de 2006    | Kitt Peak            | Spacewatch          |
| 187478 - | 2006 CY29              | 2 de febrer de 2006    | Kitt Peak            | Spacewatch          |
| 187479 - | 2006 DA15              | 20 de febrer de 2006   | Kitt Peak            | Spacewatch          |
| 187480 - | 2006 QX39              | 24 d'agost de 2006     | San Marcello         | San Marcello        |
| 187481 - | 2006 QU116             | 27 d'agost de 2006     | Anderson Mesa        | LONEOS              |
| 187482 - | 2006 RY32              | 15 de setembre de 2006 | Kitt Peak            | Spacewatch          |
| 187483 - | 2006 RO39              | 12 de setembre de 2006 | Catalina             | CSS                 |
| 187484 - | 2006 RK97              | 15 de setembre de 2006 | Kitt Peak            | Spacewatch          |
| 187485 - | 2006 SL18              | 17 de setembre de 2006 | Kitt Peak            | Spacewatch          |
| 187486 - | 2006 SE54              | 16 de setembre de 2006 | Catalina             | CSS                 |
| 187487 - | 2006 SM54              | 17 de setembre de 2006 | Kitt Peak            | Spacewatch          |
| 187488 - | 2006 SZ185             | 25 de setembre de 2006 | Mount Lemmon         | Mount Lemmon Survey |
| 187489 - | 2006 SN206             | 25 de setembre de 2006 | Mount Lemmon         | Mount Lemmon Survey |
| 187490 - | 2006 SJ212             | 26 de setembre de 2006 | Kitt Peak            | Spacewatch          |
| 187491 - | 2006 SU223             | 25 de setembre de 2006 | Mount Lemmon         | Mount Lemmon Survey |
| 187492 - | 2006 SP269             | 26 de setembre de 2006 | Mount Lemmon         | Mount Lemmon Survey |
| 187493 - | 2006 SQ275             | 28 de setembre de 2006 | Bergisch Gladbach    | W. Bickel           |
| 187494 - | 2006 SP290             | 25 de setembre de 2006 | Kitt Peak            | Spacewatch          |
| 187495 - | 2006 SN293             | 25 de setembre de 2006 | Kitt Peak            | Spacewatch          |
| 187496 - | 2006 SP308             | 27 de setembre de 2006 | Kitt Peak            | Spacewatch          |
| 187497 - | 2006 SK320             | 27 de setembre de 2006 | Kitt Peak            | Spacewatch          |
| 187498 - | 2006 SQ326             | 27 de setembre de 2006 | Kitt Peak            | Spacewatch          |
| 187499 - | 2006 SZ348             | 28 de setembre de 2006 | Kitt Peak            | Spacewatch          |
| 187500 - | 2006 SX352             | 30 de setembre de 2006 | Catalina             | CSS                 |